# Pattinaggio di velocità agli XI Giochi olimpici invernali - 10000 m maschile
La competizione dei 10000 m maschili di pattinaggio di velocità agli XI Giochi olimpici invernali si è svolta il giorno 7 febbraio 1972 sulla pista del Makomanai Open Stadium a Sapporo.

## La gara
Il favorito era l'olandese Ard Schenk che aveva già vinto facilmente i 1500 e i 5000.
Nella seconda batteria, il norvegese Sten Stensen terminò in 15'07"08, stabilendo il nuovo primato olimpico. L'olandese Kees Verkerk, nella quarta batteria, migliorò il tempo con 15'04"70. Schenk era nella dodicesima batteria. Iniziò rapidamente, andando avanti di buon passo fin dall'inizio, e ai 8.400 metri era avanti di cinque secondi rispetto a Verkerk e Stensen. Rallentò leggermente nel finale, e finì in 15' 01"35 per la sua terza medaglia d'oro, eguagliando le imprese di Clas Thunberg a Chamonix-Mont-Blanc 1924, Ivar Ballangrud a Garmisch-Partenkirchen 1936 e Hjalmar Andersen a Oslo 1952.

## Risultati
| Pos.    | Atleta               | Nazione          | 2000 m. | 4000 m  | 6000 m  | 8000 m   | 10000 m  | Nota            |
| ------- | -------------------- | ---------------- | ------- | ------- | ------- | -------- | -------- | --------------- |
| Oro     | Ard Schenk           | Paesi Bassi      | 3'00"91 | 5'59"37 | 8'59"97 | 12'00"34 | 15'01"35 | Record olimpico |
| Argento | Kees Verkerk         | Paesi Bassi      | 3'02"8  | 6'04"2  | 9'04"9  | 12'06"36 | 15'04"70 |                 |
| Bronzo  | Sten Stensen         | Norvegia         | 3'01"79 | 6'01"94 | 9'03"25 | 12'04"95 | 15'07"08 |                 |
| 4       | Jan Bols             | Paesi Bassi      | 3'03"09 | 6'05"6  | 9'09"4  | 12'14"8  | 15'17"99 |                 |
| 5       | Valery Lavrushkin    | Unione Sovietica | 3'02"4  | 6'04"2  | 9'11"1  | 12'15"3  | 15'20"08 |                 |
| 6       | Göran Claeson        | Svezia           | 3'02"8  | 6'06"2  | 9'14"0  | 12'23"3  | 15'30"19 |                 |
| 7       | Kimmo Koskinen       | Finlandia        | 3'05"4  | 6'11"2  | 9'19"2  | 12'27"2  | 15'38"87 |                 |
| 8       | Gerd Zimmermann      | Germania Ovest   | 3'08"8  | 6'15"3  | 9'23"8  | 12'33"4  | 15'43"92 |                 |
| 9       | Dan Carroll          | Stati Uniti      | 3'09"0  | 6'15"4  | 9'24"7  | 12'34"0  | 15'44"41 |                 |
| 10      | Kiyomi Ito           | Giappone         | 3'01"2  | 6'11"0  | 9'24"7  | 12'38"3  | 15'48"17 |                 |
| 11      | Per Willy Guttormsen | Norvegia         | 3'03"2  | 6'11"7  | 9'22"9  | 12'34"8  | 15'48"71 |                 |
| 12      | Osamu Naito          | Giappone         | 3'05"4  | 6'14"2  | 9'27"8  | 12'41"2  | 15'52"93 |                 |
| 13      | Dag Fornæss          | Norvegia         | 3'03"9  | 6'09"9  | 9'22"9  | 12'38"4  | 15'53"33 |                 |
| 14      | Kevin Sirois         | Canada           | 3'13"2  | 6'31"8  | 9'47"4  | 12'53"1  | 15'58"61 |                 |
| 15      | Örjan Sandler        | Svezia           | 3'08"68 | 6'20"2  | 9'33"91 | 12'46"6  | 16'04"90 |                 |
| 16      | Bruno Toniolli       | Italia           | 3'12"5  | 6'26"6  | 9'42"1  | 12'58"2  | 16'14"52 |                 |
| 17      | Giancarlo Gloder     | Italia           | 3'06"5  | 6'19"1  | 9'38"7  | 12'59"9  | 16'21"42 |                 |
| 18      | Colin Coates         | Australia        | 3'15"8  | 6'36"5  | 9'54"4  | 13'15"21 | 16'29"94 |                 |
| 19      | Jouko Salakka        | Finlandia        | 3'13"2  | 6'27"2  | 9'46"5  | 13'09"5  | 16'35"64 |                 |
| 20      | David Hampton        | Gran Bretagna    | 3'16"7  | 6'32"3  | 9'53"9  | 13'16"6  | 16'39"01 |                 |
| 21      | Clark King           | Stati Uniti      | 3'13"0  | 6'32"7  | 9'55"8  | 13'19"1  | 16'39"82 |                 |
| 22      | Richard Tourne       | Francia          | 3'22"6  | 6'45"4  | 10'07"4 | 13'27"9  | 16'48"70 |                 |
| 23      | John Blewitt         | Gran Bretagna    | 3'16"0  | 6'36"5  | 10'01"6 | 13'23"6  | 16'51"50 |                 |
| 24      | Luvsansharavyn Tsend | Mongolia         | 3'17"0  | 6'39"4  | 10'08"4 | 13'40"5  | 17'15"34 |                 |